# Daniel Schuhmacher
Daniel Schuhmacher (ur. 19 kwietnia 1987 w Pfullendorf) – niemiecki wokalista. Zwycięzca 6 sezonu programu Deutschland Sucht den Superstar – niemiecki odpowiednik polskiego programu "Idol".

## Kariera
Kariera Schuhmachera rozpoczęła się wraz ze zwycięstwem DSDS w 2009 roku. 15 maja 2009 r. ukazał się jego debiut z pierwszym singlem "Anything But Love". Premiera odbyła się w finale "Deutschland sucht den Superstar" 9 maja. Singiel bezpośrednio znalazł się na szczytach list przebojów w Niemczech, Austrii i Szwajcarii. Debiutancki singiel zdobył status złotego i według Media Control jest najszybciej sprzedającą się piosenką w 2009 roku. W czerwcu 2009 roku ukazał się pierwszy album Daniela "The Album", który również osiągnął status złotej płyty w Niemczech i Austrii. Płyta została skomponowana przez Dietera Bohlena i zawiera utwory w stylu r'n'b. Drugi singiel "Honestly" – pochodzący z drugiego albumu "Nothing To Lose" pojawił się 27.11.2009 roku, którego producentem jest Alex Christensen. Producent jest odpowiedzialny za sukces U-96, ATC, Tom Jones, Paul Anka itp. Dostosował 22-letniemu piosenkarzowi doskonale uformowany numer pop w średnim tempie dla ciała. Na przełomie listopada i grudnia 2009 r.Daniel wyruszył w tournée po Niemczech, gdzie prezentował swoje umiejętności wokalne. Wystąpił w następujących miastach: Augsburg, Pfullendorf, München, Hamburg, Berlin, Essen, Hamm und Neu-Isenburg. W mieście Köln 20.02.2010 roku odbył się koncert finałowy, gdzie zostało nakręcone video do trzeciego singla wokalisty – "If It's Love".Album "Nothing To Lose" zawiera piosenki w up-tempo, które napisali Florian Prengel i Boris Schmidt oraz ballady "A Million Miles Away" (przez szwedzki Per Ekklund). Singiel został wyprodukowany przez Thorstena Brötzmanna (No Angels, Christina Stürmer itp..) został wydany 26.03.2010r.
Drugiego grudnia Daniel wydał swój piąty singiel - On A New Wave - promujący trzeci album artysty, premiera teledysku do OANW przypadła na 23 grudnia. 16 sierpnia 2013 roku w sieci ukazał się kolejny singiel zatytułowany "Rolling Stone", jak sam artysta określa, utwór ten jest początkiem jego nowej kariery. Trzecim singlem zapowiadającym nową płytę jest "Gold" wraz z jego premierą 25. października swojej premiery doczekał się także trzeci album Schuhmachera pt. Diversity.

## Nagrody i nominacje
Schuhmacher otrzymał podwójną nominację do nagrody Echo w następujących kategoriach "Bestes Video National' (Najlepszy teledysk) oraz "Best Newcomer" (Najlepszy Debiut). Daniel zdobył nagrodę publiczności na popularnym Viva Comet 21.05.2010 w kategorii "Bester Durchstarter" pomimo silnej konkurencji takiej jak Lena Meyer-Landruth i Unheilig, głosowanie odbywało się telefonicznie.Dnia 12 grudnia 2010 roku Daniel Schuhmacher otrzymał nagrodę poprzez głosowanie online w CMA Awards w kategorii "Bester Sänger National" i "Bestes Album National" W kategorii "Bester Video National" o 0,5% głosów otarł się o pierwsze miejsce – zajął miejsce drugie.

## Dyskografia

### Albumy
| Album           | Rok wydania |
| --------------- | ----------- |
| The Album       | 2009        |
| Nothing to Lose | 2010        |
| Diversity       | 2013        |

### Single
| Tytuł                          | Data wydania         |
| ------------------------------ | -------------------- |
| Anything But Love (The Album)  | 15 maja 2009         |
| Honestly (Nothing To Lose)     | 27 listopada 2009    |
| If It's Love (Nothing To Lose) | 26 marca 2010        |
| Feel (Nothing To Lose)         | 3 września 2010      |
| On A New Wave (Diversity)      | 2 grudnia 2011       |
| Rolling Stone (Diversity)      | 16 sierpnia 2013     |
| Gold (Diversity)               | 25 października 2013 |